# Глинојецк
Глинојецк (пољ. Glinojeck) град је у Пољској у Војводству мазовском. По подацима из 2012. године број становника у месту је био 3142.
.

## Становништво
| 2012. |
| ----- |
| 3.142 |